# Holden (cràter)
|  | Aquest article tracta sobre un cràter de la Lluna. Si cerqueu un cràter de Mart, vegeu «Holden (cràter marcià)». |

Holden és un cràter d'impacte lunar unit a la vora sud-oriental del cràter molt més gran Vendelinus. La vora del cràter està marcat per un impacte al nord-oest, i posseeix un perfil terraplenat en la paret interior nord-est. El sòl del cràter és pla, sense pic central. Presenta un petit cràter en la plataforma interior, just al sud del punt central. Deu el seu nom a l'astrònom nord-americà Edward Singleton Holden, que també té dedicat el cràter marcià Holden.

## Cràters satèl·lit
Per convenció aquests elements s'identifiquen en els mapes lunars col·locant la lletra en el costat del punt central del cràter que està més prop de Holden.
|        | \| Holden \| Coordenades \| Diàmetre \| \| ------ \| -------------------------------------- \| -------- \| \| R \| 20° 49′ S, 60° 59′ E / 20.82°S,60.99°E \| 18 km \| \| S \| 20° 25′ S, 61° 34′ E / 20.41°S,61.56°E \| 14 km \| \| T \| 19° 01′ S, 64° 10′ E / 19.02°S,64.17°E \| 9 km \| \| V \| 18° 34′ S, 62° 04′ E / 18.57°S,62.07°E \| 12 km \| \| W \| 18° 55′ S, 60° 01′ E / 18.91°S,60.02°E \| 12 km \| |          |
| Holden | Coordenades | Diàmetre |
| R      | 20° 49′ S, 60° 59′ E / 20.82°S,60.99°E | 18 km    |
| S      | 20° 25′ S, 61° 34′ E / 20.41°S,61.56°E | 14 km    |
| T      | 19° 01′ S, 64° 10′ E / 19.02°S,64.17°E | 9 km     |
| V      | 18° 34′ S, 62° 04′ E / 18.57°S,62.07°E | 12 km    |
| W      | 18° 55′ S, 60° 01′ E / 18.91°S,60.02°E | 12 km    |

## Altres referències
- (WGPSN), IAU Working Group for Planetary System Nomenclature. «Gazetteer of Planetary Nomenclature. 1:1 Million-Scale Maps of the Moon» (en anglès).  UAI / USGS, 13-02-2013. [Consulta: 6 abril 2016].
- Andersson, L. E.; Whitaker, E. A.,. NASA Catalogue of Lunar Nomenclature (en anglès).  NASA RP-1097, 1982.
- Blue, Jennifer. «Gazetteer of Planetary Nomenclature» (en anglès).  USGS, 25-07-2007. [Consulta: 2 gener 2012].
- Bussey, B.; Spudis, P.. The Clementine Atlas of the Moon (en anglès).  Nueva York: Cambridge University Press, 2004. ISBN 0-521-81528-2.
- Cocks, Elijah E.; Cocks, Josiah C.. Who's Who on the Moon: A Biographical Dictionary of Lunar Nomenclature (en anglès).  Tudor Publishers, 1995. ISBN 0-936389-27-3.
- McDowell, Jonathan. «Lunar Nomenclature» (en anglès).   Jonathan's Space Report, 15-07-2007. [Consulta: 2 gener 2012].
- Menzel, D. H.; Minnaert, M.; Levin, B.; Dollfus, A.; Bell, B. «Report on Lunar Nomenclature by The Working Group of Commission 17 of the IAU» (en anglès). Space Science Reviews, 12, 1971, pàg. 136.
- Moore, Patrick. On the Moon (en anglès).  Sterling Publishing Co, 2001. ISBN 0-304-35469-4.
- Price, Fred W. The Moon Observer's Handbook (en anglès).  Cambridge University Press, 1988. ISBN 0521335000.
- Rükl, Antonín. Atlas of the Moon (en anglès).  Kalmbach Books, 1990. ISBN 0-913135-17-8.
- Webb, Rev. T. W.. Celestial Objects for Common Telescopes, 6ª edición revisada (en anglès).  Dover, 1962. ISBN 0-486-20917-2.
- Whitaker, Ewen A. Mapping and Naming the Moon (en anglès).  Cambridge University Press, 2003. 978-0-521-54414-6.
- Wlasuk, Peter T. Observing the Moon (en anglès).  Springer, 2000. ISBN 1-85233-193-3.